# Ed Nelson
Ed Nelson né à La Nouvelle-Orléans (Louisiane) le 21 décembre 1928, et mort à Greensboro (Caroline du Nord) le 9 août 2014, est un acteur américain.

## Filmographie partielle

### Cinéma
- 1952 : Le Piège d'acier (The Steel Trap) d'Andrew L. Stone
- 1955 : Sur les docks (New Orleans Uncensored) de William Castle
- 1956 : Femmes gangsters (Swamp Women) de Roger Corman
- 1957 : L'Attaque des crabes géants (Attack of the Crab Monster) de Roger Corman
- 1957 : Invasion of the Saucer Men d'Edward L. Cahn : Tom
- 1957 : Rock All Night de Roger Corman
- 1957 : Les Filles aux mains sales (Teenage Doll) de Roger Corman
- 1957 : Carnival Rock de Roger Corman
- 1958 : The Cry Baby Killer de Jus Addiss
- 1958 : Teenage Cave Man de Roger Corman
- 1958 : The Brain Eaters de Bruno VeSota
- 1958 : Gangster no 1 (I Mobster) de Roger Corman
- 1959 : Un baquet de sang (A Bucket of Blood) de Roger Corman
- 1973 : Time to Run de James F. Collier : Warren
- 1974 : 747 en péril (Airport 1975) de Jack Smight
- 1976 : La Bataille de Midway (Midway) de Jack Smight
- 1977: Pour l'amour de Benji (For the love of Benji) de Joe Camp
- 1998 : Qui suis-je ? (Who Am I?) (Wo Shi Shui) de Benny Chan Muk-Sing et Jackie Chan

### Télévision
- 1960 : Thriller
- 1963 : La Quatrième Dimension  saison 4, épisode " La Vallée de l'ombre"
- 1964 à 1969 : Peyton Place : Michael Rossi
- 1972 : L'Enterrée vive (The Screaming Woman) de Jack Smight (Téléfilm) : Carl Nesbitt
- 1973 : Les Rues de San Francisco - Saison 1, épisode 24 : L’Albatros (The Albatross) : Robert Hobbes
- 1977 à 1978 : L'Âge de cristal : saison 1 épisode 8 "La Loi de la Peur" (The Fear Factor) Dr. Rowan
- 1979 : Charlie's Angels saison 4 épisode 20 George Starrett
- 1982 à 1987 : Capitol : Sénateur Mark Denning
- 1989 : MacGyver (saison 4, épisode 8 "Une sacrée famille") : Arthur Bandel